# Liste des évêques d'Autun
Pour un article plus général, voir Diocèse d'Autun, Chalon et Mâcon.
Liste des évêques d'Autun (Dioecesis Augustodunensis).
Le diocèse d'Autun s'étendait avant 1789 sur le territoire de l'ancienne civitas Aeduorum. Il était divisé en vingt-quatre archiprêtrés et comprenait plus de six cents paroisses. L'évêché d'Autun était suffragant de l'archevêché de Lyon.
L'évêché d'Autun est aujourd'hui suffragant de l'archevêché de Dijon.
La dénomination exacte du diocèse est « diocèse d'Autun », l'évêque ayant le droit de se dire « évêque d'Autun, Chalon et Mâcon, abbé de Cluny » :
- par adjonction du nom de ces deux sièges épiscopaux supprimés en 1801 (ces deux villes étant dans le nouveau diocèse créé en 1801), et dont le titre peut être porté à titre de simple référence historique (bulle du pape du 19 juillet 1853) ;
- par relèvement du titre abbatial de Cluny (l'abbaye étant dans le diocèse), en raison de sa notoriété (bulle du pape le 15 décembre 1962).

## La question du premier évêque d'Autun
Nombre d'auteurs donnent Reticius, Rheticius ou Rétice pour premier évêque : Duchesne (Fastes épiscopaux de l'ancienne Gaule, tome 2 - XVIIe siècle), chanoine Gagnare (Histoire de l'Église d'Autun, 1774, p. 10), Ch. Boëll (grand séminaire d'Autun, 1934), le chanoine Bardy (Dictionnaire de théologie, 1937).... Grégoire de Tours, particulièrement bien informé sur l'Église d'Autun, affirme formellement que Rétice en a été le premier évêque. 
Pour autant, Amâtre est pendant deux ou trois siècles donné pour premier évêque. C'est pourquoi le chanoine Gagnare se préserve des critiques en citant Amâtre comme premier évêque d'Autun "à ce qu'on croit" avant d'écrire trois pages plus loin que « Reticius est le plus ancien évêque d'Autun dont on ait une existence assurée ».

La Gallia Christiana de Claude Robert, dont la première édition du tome 4 concerné date de 1728, est le premier texte plaçant Amâtre comme premier évêque ; il place également plusieurs évêques entre son Amâtre et Rétice, dont un Martin jusque-là inconnu.
L'abbé Terret affirme qu'Amâtre est le premier évêque d'Autun dans son Dictionnaire d'histoire et de géographie ecclésiastiques (t. 5, col. 907), où il dit : « saint Amateur, premier évêque [d'Autun], d'après la tradition de l'Église Éduenne (cf. calendrier des missels 121 et 135 de la bibliothèque d'Autun ». A. de Charmasse fait de même avant de reconnaître discrètement Rétice.
Sous le nom de saint Amand, Amâtre était particulièrement vénéré sur son tombeau au cimetière de Saint-Pierre-l'Étrier ; les tombes de Rétice et de Simplice s'y trouvent aussi. Les partisans d'Amâtre se basent sur les martyrologes anciens et les livres liturgiques éduens. Le martyrologe le plus ancien, d'où sont tirés tous ses successeurs, est le « martyrologe hyéronimien » qui dit pour le 26 novembre : « Augustiduno depositio sancti Amatoris episcopi », sans plus de renseignements. Côté livres liturgiques éduens, la plus ancienne mention d'Amâtre est dans le martyrologe éduen du XIIIe siècle. Le bréviaire éduen paru en 1489 mentionne Amâtre mais, contrairement aux autres évêques, aucune indication biographique n'est indiquée, fut-elle prouvée fausse ou non (les biographies des autres évêques font le cas échéant état de versions même démontées fausses) – autrement dit, les auteurs du bréviaire éduen n'avaient aucune indication biographique vraie ou fausse sur Amâtre. En 1666 D'Alliot, secrétaire de l'évêque d'Autun Gabriel de Roquette, commence sa liste des évêques d'Autun avec Rheticius – peut-être prend-il simplement la suite de Grégoire de Tours qui lui aussi avait sans ambiguïté donné  Rheticius. Maints autres exemples indiquent jusqu'au XVIIe siècle un accord général sur ce que Amâtre a été le premier évêque d'Autun et que la datation n'est pas possible. Puis en 1686 D'Alliot rédige une nouvelle liste, avec Amâtre en tête ; il est possible que son évêque visait à rehausser le prestige de l'épiscopat d'Autun en plaçant le premier évêque au IIe siècle et en le rattachant indirectement aux premiers apôtres. En 1700 apparaît dans les officia propria æduensia le premier office d'Amâtre, avec une première leçon aux termes assez vagues pour ne pas s'avancer au-delà de ce qu'Amâtre a été le premier évêque d'Autun après le martyre de saint Andoche. Amâtre comme premier évêque d'Autun est donc une invention du XVIIe siècle et en réalité il n'est pas possible de même seulement lui donner sa place exacte dans la chronologie des évêques d'Auxerre : il est "probablement parmi les premiers évêques, peut-être dans la première dizaine des occupants du siège" - et c'est tout ce que l'on peut affirmer à son sujet.
En conclusion, le premier évêque d'Autun n'est pas Amâtre ou Amateur mais bien Rétice.

## Haut Moyen Âge
- 310[9] ou 313[11] - 334 : saint Rhétice d'Autun (ou Rheticius)
- ? : saint Reverianus[12], martyr.

Un Martin est mentionné dans La Grande Encyclopédie (fin XIXe siècle) mais son nom n'apparaît pour la première fois dans la littérature ecclésiastique qu'en 1728.
- ? : saint Amatre Ier[13] (ou Amator) dit  Amateur d'Autun[14]. Sa datation est très incertaine (voir ci-dessus "La question du premier évêque d'Autun"). Fête le 26 novembre.
- 335 - 355[15] : saint Cassien d'Autun (ou Cassianus)
- ~374[9] : saint Egemone[16] (ou Egemonius)
- 24 juin 364[11] - † 418[11] ou ~420[9] : saint Simplice d'Autun (ou Simplicius)
- ~389[11] (?) - 393[11] : saint Evence (ou Evencius)
- décédé ~460, saint Léonce (ou Leontius)
- ~460 - † 490: saint Euphrône d'Autun (ou Euphronius)
- ~495[9] et avant 500[11] : Flavichon (ou Flavicho)
- ~517 : saint Pragmace (ou Pragmatius)[17]
- ~520 : saint Procule Ier (ou Proculus)
- Valeolus[16]
- Procule II[16] (ou Proculus)
- 533 - 538 : Agrippin (ou Agrippinus)
- 540 - 13 septembre 549[réf. nécessaire] : saint[18] Nectaire d'Autun (ou Nectarius)
- Eupard(us)
- ? - † 560 : Rémi (ou Bénigne, ou Remigius, ou Benignus)
- ~560 - † ~600 : saint[18] Syagre (ou Syagrius)
- ~600 : Lefaste (ou Lefastus)
- ~600 - ~614[11] : saint Flavien[19] (ou Flavianus)
- ~614 : Rocco[20]
- 625 - 630 : Auspice (ou Auspicius)
- ~626 : Babon[20] (ou Babo)
- ~636 - † 650 : Ferréol (ou Ferreolus)
- 650 - 659 :saint Racho d'Autun, Ragnobertus Augustudunensis ecclesie episcopus[21] Ne pas confondre avec saint Roch. Son nom apparaît deux fois dans le martyrologe de l'église d'Autun : V Kalendas Febroarii : Augustuduno, sancti Rachonis, episcopi et confessoris ; et Nonas Decembris : Civitate Edua, translatio sancti Rachonis, episcopi et confessoris[22].
- 660 - † 2 octobre 678: saint Léger[23] (ou Leodegarius[24])
- 678 - † 690 : Hermenarius[23] (ou Herminarius[24])
- 692 : Ansbert (ou Ansebertus, ou Ausbertus, ou Aubertus) ; cité en 996 lorsqu'il lègue par testament à son église cathédrale et à l'oratoire Saint-Léger le village de Tres Valles, future possession de la future abbaye de la Bussière[25].
- ~732 : Vascon (ou Vasco)
- Amatre II (ou Amator)
- ~744 : Moderannus ou Moderan, souscrivit le premier :  Ego in Dei nomine Moderandus, Chrifti don Epifcopus, fubscrifi
- † ~755 : Gairon (ou Cayron[26])
- 765 : Hiddon (ou Hiddo)
- Renaud Ier (ou Rainaud[23] ou Reginaldus[24] ou Reynaud[26])
- Martin(us) II
- Alderic(us)
- 815 - † ~840 : Modoin(us)
- 840 - 842 :Bernon[23] (ou Bernhard[27] ou Bernus[24] ou Berno ou encore Bernardus[26])
- ~843: Altée[23] (ou Altaeus[24])
- 850 - † ~866: Jonas
- 866 - † ~874 : Lindon[23] (ou Liudo[24])
- 875 - † 893 : Adalgaire (ou Adalgarius), chancelier du roi Boson de Provence
- ~895 - † ~919: Wallon[23] (ou Wallo[28],[24], ou Gualo[26]), autorisa son neveu et successeur à confirmer le droit de battre monnaie au chapitre de la cathédrale Saint-Nazaire d'Autun[29]
- ~920 - † ~929: Hervé de Vergy[31] (ou Hervaeus, ou Herivaeus), dit aussi Hervé de Chalon, neveu du précédent, fils du comte Manassès Ier de Chalon. Le jour de son intronisation il donne au chapitre de la cathédrale Saint-Nazaire d'Autun l'autorisation de battre monnaie[32]
- ~930 - 934 ou 935 : Ansegisus[33] (?)
- 934 ou 935 - † 968 : Rotmond (ou Rotmundus, ou Romundus)
- ~970 - † 15 avril 976 : Gérard (ou Gerardus)
- ~977 - † 8 ou 9 mai 1024 : Gautier Ier (ou Walterus[26])

## Bas Moyen Âge
- 1025 - † 1055 : Helmuin[23] (ou Helmoin[24] ou Helmuinus[26])
- ~1055 - † 25 juin 1098 : Aganon de Mont-Saint-Jean[23],[34] (ou Agin[24] ou Agano[26])
- 1098 - † 2 (?) mai 1112 : Norgaud de Toucy[23] (ou Norgauldus[24])
- 1112 - † 1139[11] ou 1140[9] : Étienne Ier de Baugé[35] (ou Stephanus)
- 1140 - † 18 juillet 1140 : Robert(us) de Bourgogne[36]
- 1140 - 1148 : Humbert de Baugé[23] (ou de Beaugé[24] ou de Bagé[37] ou de Baugey[26])
- 1148 - † 1170 ou 1171 : Henri de Bourgogne (ou Henricus)
- 1171 - † 1189 : Étienne II (ou Stephanus)
- ~1189 - † ~1223 : Gautier II[23] (ou Gualterius[24])
- 1224 - † octobre ou novembre 1245 : Guy Ier de Vergy (ou Guido)
- 1245 - † 1er avril 1253 : Anselin de Pomard[23] (ou de Pomare[24], ou de Pomarc, ou Anselle de Pommare[26])
- ? - † ~1276 : Girard de Beauvoir, refusa en 1267 de donner sa bénédiction à Michel de Meursault, abbé de Saint-Martin d'Autun. Le pape Clément IV commit l'évêque de Nevers Robert II de Marzy pour le faire.
- 1277 - † 1er octobre 1286 : Jacques de Beauvoir[38] (ou Jacobus)
- 1286 - † 29 septembre 1298 : Hugues d'Arcy (ou Hugo)
- 1298 - † en juillet 1308 : Barthélémy (ou Bartholomaeus)
- 1309 - † 1322[11] ou 1323[9]: Élie Guidonis (ou Elias Guidonis)
- 1er juillet 1322 - 1331 : Pierre Ier Bertrand (ou Petrus) († 24 juin 1349), créé cardinal le 9 décembre 1331 après avoir quitté le siège d'Autun.
- 1331 - 1343 : Jean Ier d'Arcy (ou Joannes)[39]
- 1343 - † 30 mars 1345 : Guillaume Ier d'Auxonne
- 1345 - † 22 juin 1351: Guy II de La Chaume (ou Guido)
- 1356 - 1358 : Guillaume II de Thurey
- 25 août 1358 - † 21 juillet 1361 : Ranu/Raynaud/Renaud II de Maubernard[23] (ou Reginaldus[24])
- 1361 - † janvier 1377 : Geoffroi David ou Pauteix (ou Godofredus)
- 1377 - 1379 : cardinal (1378) Pierre II de Barrière de Mirepoix (ou Petrus) († 13 juin 1383)
- 25 juin 1379 - 1385[9] ou septembre 1387[11] : Guillaume III de Vienne
- 19 septembre 1387 - † 20 décembre 1400 : Nicolas Ier de Tholon
- 14 février 1401 - † 27 septembre 1414 : Milon de Grancey (ou Milo)
- 14 janvier 1414 - † 2 août 1436 : Frédéric de Grancey (ou Ferry[24] ou Fredericus)
- octobre 1436 - † 22 juin 1483 : cardinal (13 janvier 1449) Jean V Rolin (ou Jehan)[40]
- 10 juillet 1483 - † 8 mai 1500 : Antoine Ier de Chalon[23] (ou Antonius de Châlons[24])

## Temps modernes
- 8 juin 1500 - † 4 avril 1501 : Jean VI Rolin (ou Joannes junior[24])
- 1501 - 1503 : Louis Ier d'Amboise (ou Ludovicus), qui est cardinal en 1507.
- 9 août 1503 - † 5 mars 1505 : Philippe de Clèves
- 8 avril 1505 - † 26 juin 1546 : Jacques II Hurault de Cheverny[41] (ou Jacobus)
- 1546 - 1550 : cardinal Hippolyte d'Este (le "cardinal de Ferrare"[42])
- 3 septembre 1550 - † 28 septembre 1557 : Philibert Dugny de Courgengoux[23] (ou de Courgengouch[24])
- 28 juin 1558 - † 16 août 1572 : Pierre III de Marcilly (ou Petrus)
- 1572 - † avril 1585 : Charles Ier d'Ailleboust (ou Carolus). Armes: " D'azur au chevron, accompagné de trois étoiles, celle de la pointe soutenue d'un cœur, le tout d'or "[43]
- 29 avril 1585 - 17 juillet 1588 : François Humblot, docteur en Théologie à la Sorbonne, nommé évêque d'Autun mais le siège restera vacant n'ayant aucune juridiction diocésaine lorsque celui-ci est envoyé en Angleterre par le Pape Sixte V ayant pris connaissance des initiatives de ce dernier en faveur des pauvres, le nomme aumônier apostolique.
- 17 juillet 1588 - † 24 décembre 1612 : Pierre IV Saulnier (ou Petrus)
- 24 décembre 1612 - 1621 ou 1622 : siège vacant
- 1621[9] ou avril 1622[11] - † 21 avril 1652 : Claude de la Magdelaine[23] (ou Claudius de la Madelaine[24]), fils de François de la Magdelaine, marquis de Ragny
- 19 janvier 1653 - † 30 juin 1664 : Louis II Doni d'Attichy[23] (ou Ludovicus Dony d'Attichy[24])
- 30 juin 1664 - 1666 : siège vacant
- 1er mai 1666 - 22 juillet 1702 : Gabriel de Roquette
- 15 août 1702 - † 30 avril 1709 : Bernard de Senaux
- 18 mai 1709 - mai 1710 : Charles II Andrault de Maulévrier-Langeron[44] († 8 janvier 1721)
- 19 juillet 1710 - 8 janvier 1721 : Charles-François d'Hallencourt de Dromesnil (ou Carolus Franciscus), qui sera créé cardinal le 9 décembre 1731.
- 8 janvier 1721[n 2] - 1732 : Antoine-François de Bliterswick de Montcley[23] (ou de Bitterswich de Moncley[24])
- 12 avril 1732 - février 1748: Gaspard de Thomas de La Valette (ou Caspardus-Thomas) († 10 juillet 1748)
- 18 mars 1748 - 16 mars 1758 : Antoine II de Malvin de Montazet (ou Antonius de Malwin de Montazet[24] ou de Malouin de Montazet[23]), élu membre de l'Académie française en 1756.
- 13 avril 1758 - † 22 février 1767 : Nicolas II de Bouillé de Saint-Géran (ou Nicolaus)
- 19 avril 1767 - 12 mai 1788 : Yves-Alexandre de Marbeuf (ou Ivo-Alexander)
- 2 novembre 1788 - 1790 : Charles-Maurice de Talleyrand-Périgord, prête serment et devient évêque constitutionnel de Saône-et-Loire.

## Diocèse de Saône-et-Loire
Le diocèse constitutionnel de Saône-et-Loire n'est pas reconnu par le Saint-Siège.
- 1790 - 13 avril 1791 : Charles-Maurice de Talleyrand-Périgord, démissionne.
- 1791 - 1794 : Jean-Louis Gouttes[45], évêque constitutionnel, guillotiné.
- 14 juin 1801 - août 1801 : Thomas-Juste Poullard, évêque constitutionnel, démissionnaire.

## Nouveau diocèse, régime concordaire

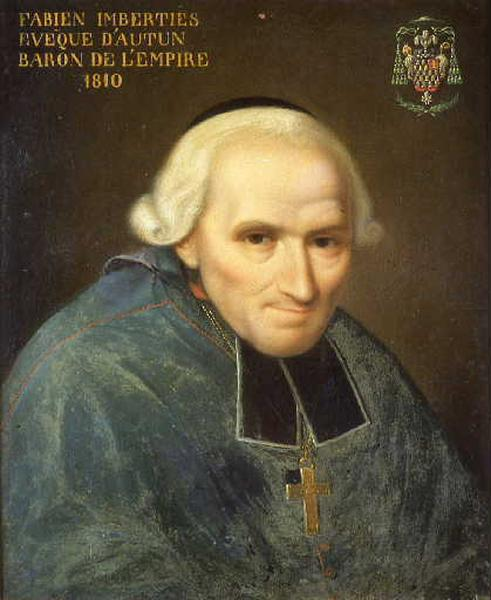
Fabien-Sébastien Imberties, par Antoine-Jean Gros (1810), Musée Rolin, Autun

- Philibert-Claude Groult (1761-?), docteur de l'ancienne Sorbonne, vicaire général de Mâcon. Insermenté, exilé pendant la Révolution[47]. Le cardinal légat le nomma le 15 septembre 1802, administrateur du diocèse d'Autun pendant la vacance du siège. Devint ensuite vicaire général d'Autun sous François de Fontanges et ses successeurs[48].
- 9 avril 1802 - † 8 septembre 1802 : Gabriel François Moreau
- 30 septembre 1802 - † 26 janvier 1806 : François de Fontanges
- 15 juillet 1806 - † 25 janvier 1819 : Fabien-Sébastien Imberties
- 30 juillet 1819 - † 3 avril 1829 : Roch-Étienne de Vichy
- 16 avril 1829 - † 8[50] ou 11[11] juillet 1851 : Bénigne-Urbain-Jean-Marie du Trousset d'Héricourt
- 15 octobre 1851 - 1er août 1872 : Frédéric-Gabriel-Marie-François de Marguerye[51].
- 1er août 1872 - † 16[50] ou † 17[11] décembre 1873 : Léopold-René Leséleuc de Kerouara[52] (ou Lesélec de Kerouara[24])
- 10 janvier 1874 - † 10 février 1906 : cardinal (1895) Adolphe Perraud (Adolphe-Louis-Albert Perraud), élu membre de l'Académie française en 1882.

## XXeetXXIesiècles
- 13 juillet 1906 - † 7 décembre 1914 : Henri-Raymond Villard
- 1er juin 1915 - † 24 février 1922 : Désiré-Hyacinthe Berthoin
- 19 juin 1922 - † 12 février 1940 : Hyacinthe-Jean Chassagnon
- 26 juillet 1940 - 22 mars 1966 : Lucien-Sidroine Lebrun
- 22 mars 1966 - 31 juillet 1987 : Armand-François Le Bourgeois
- 31 juillet 1987 - 8 avril 2006 : Raymond Séguy (Raymond-Gaston-Joseph Séguy)
- depuis le 8 avril 2006 : Benoît Rivière (Benoît-Marie-Pascal Rivière)